# Sippe van Meckema (-1599)
Sippe van Meckema of Scipio van Meckema (overleden Kollum, 22 november 1599) was een Nederlands bestuurder.

## Biografie
Van Meckema was een zoon van Pybe van Meckema (†1549) en Sjouck Tjarda van Starkenborgh (1503-1535). Sippe was een telg uit de familie Van Meckema, een vooraanstaand geslacht uit Kollum. Zo was Sippes oudoom, Sippe van Meckema (†1519), een van de edelen die Karel V huldigden in 1515 en trad hij op als grietman van Kollumerland en Nieuwkruisland.
Sippe werd in 1540 ingeschreven als student aan de universiteit van Leuven. Hij schijnt atelier-officier geweest te zijn. Hij komt ook voor op een lijst uit 1552 waarop vermeld wordt dat hij een van de bezitters is met een wapenrusting in Kollum. Reeds in 1555 komt hij voor als Volmacht ten Landsdage namens Kollumerland en Nieuwkruisland. In dat jaar huldigde hij Filips II. Toch keerde hij zich tegen het Spaanse gezag. Zo verzette hij zich in 1562 samen met Kempo van Tadema tegen het heffen van tol door de Spaansgezinde grietman Rinthie van Aytta. Ook ondertekende hij in 1565 het Eedverbond der Edelen. Dit resulteerde in zijn verbanning door Alva op 26 juni 1568 waarbij zijn goederen verbeurd verklaard werden. Op 8 september van dat jaar werd hij gelast naar Antwerpen te komen on zich daar te verdedigen. Ondanks de onbekende uitkomst zal hij spoedig zijn teruggekeerd. In 1572 komt hij weer voor bij de aankoop van een pand in Kollum. In 1574 was hij als lid van de Staten van Friesland tegen de invoering van een extra belasting door Caspar de Robles. Van Meckema was voorstander van de Unie van Utrecht, maar zwoer na enige aarzeling de koning van Spanje af. In 1581 werd hij met Orck van Doyem naar Amsterdam gezonden om te bewerkstelligen dat Willem van Oranje naar Friesland zou komen om daar orde op zaken te stellen, dit zou echter niet gebeuren.
Johan Rengers van Ten Post vermeldt over het voormalige blokhuis van de stad Groningen nabij Kollum: "dar nu Sippe Meckama woent anno 1583". Nabij dit "Olde Casteel" of "Nieuw Meckema" was de galg van Kollumerland gelegen. Op 8 december 1587 werd Van Meckema benoemd tot grietman van Kollumerland en Nieuwkruisland. In deze hoedanigheid volgde hij Jelger van Feytsma op die afstand deed van dit ambt. Van Meckema en Van Feytsma waren verwanten van elkaar. Zo deelden ze een overgrootvader en was de zoon van Van Meckema getrouwd met een zus van Van Feytsma.
In deze periode zetelde het gerecht van Kollumerland in Dokkum. Van Meckema benoemde daarom ene Johan van Schevinchoven tot substituut-grietman voor de lopende zaken. Ten tijde van het grietmanschap van Van Meckema vergaderde het grietenijbestuur voor het eerst weer in Kollum in 1591. Aangezien erop werd aangedrongen dat vergaderingen niet langer in herbergen plaatsvonden werd in 1597 een ruimte gehuurd in het huis van de vroegere grietman Sebastiaan van Schonenburg. Van Meckema overleed in 1599 waarna zijn lichaam naar Leeuwarden werd overgebracht en hij in de Grote Kerk begraven werd. Ook zijn weduwe zou daarop naar Leeuwarden verhuizen. De state Nieuwe Meckema verefde op zijn kleinzoon, Hessel van Meckema. Blijkens diens testament uit 1612 behoorde er tot de erfenis van Sippe van Meckema ook een zogenaamde "Grijtsclaeu": een klauwvormig voorwerp dat symbool staat voor de waardigheid van de grietman. Van Meckema werd opgevolgd door provisioneel grietman Feycke van Herbranda tot Bocke van Feytsma, een zoon van Jelger van Feytsma, op 23 januari 1600 als grietman geïnstalleerd werd.

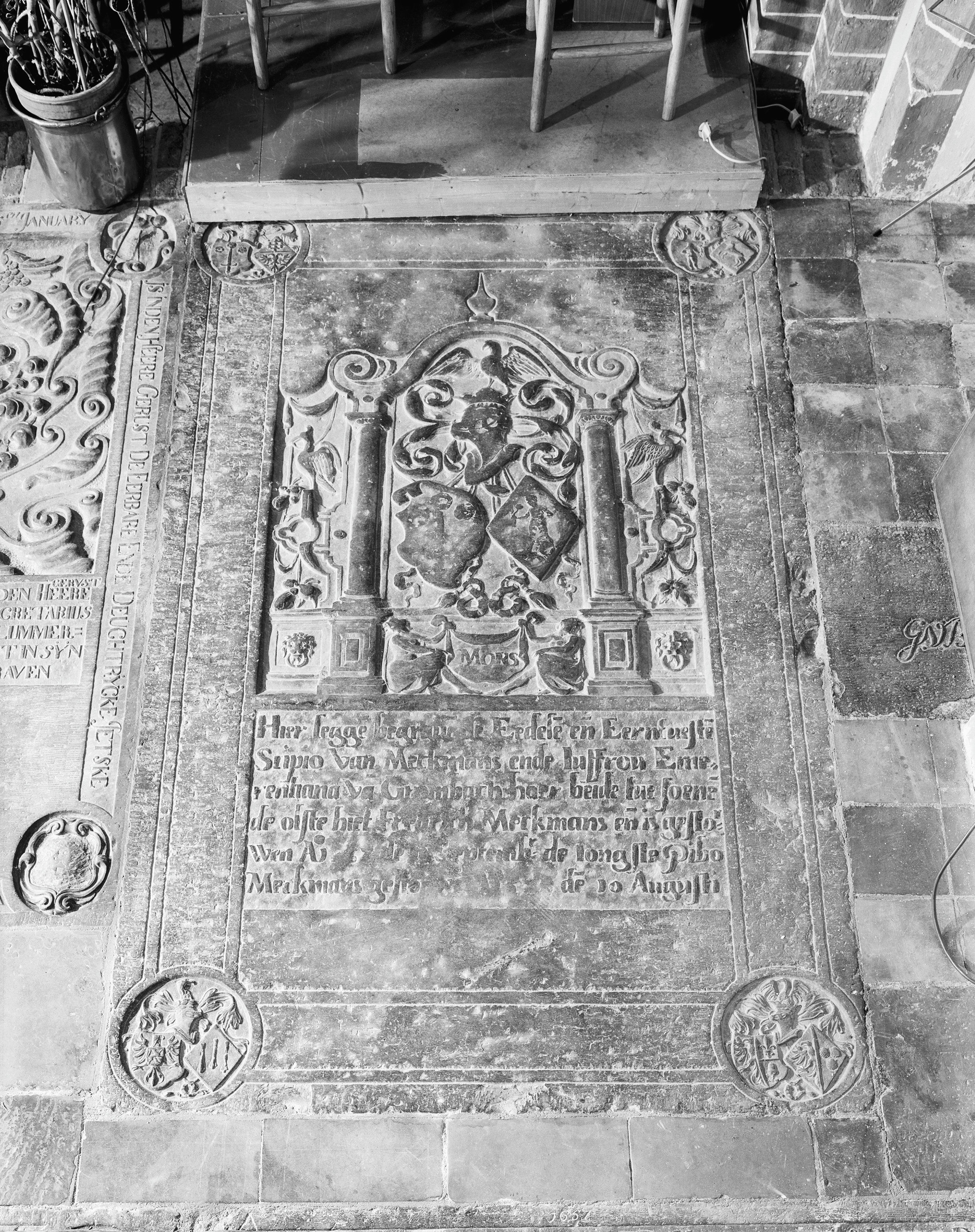
Grafsteen in de kerk van Kollum van Sippe (Scipio) van Meckema (†1599) en Emerentiana van Grombach (†1608).
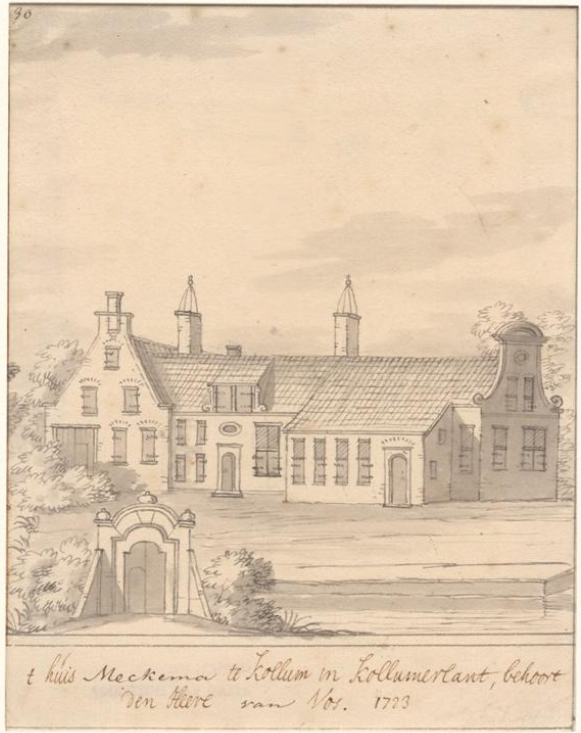
De state Nieuw Meckema, getekend door Jacobus Stellingwerff in 1723.

## Huwelijk en kind
Van Meckema trouwde omstreeks 1560 met Emerentiana van Grombach (†1608), dochter van Frits van Grombach, grietman van Barradeel, en Lucia van Martena. Het echtpaar kreeg vier kinderen:
- Frederick van Meckema (†1567), jong overleden.
- Pybe van Meckema (†1575), jong overleden.
- Sjouck van Meckema (†1616), trouwde met Octavius van Horion, een edelman uit Luik die zijn schoonvader naar het leven stond. Ook kwam Van Horion voor als vaandrig in een vendel onder leiding van de eerdere grietman Sierck van Donia.[3]
- Hessel van Meckema (†1586), trouwde met His van Feytsma, dochter van jurist Hessel van Feytsma en Luts van Mellema. Hessel studeerde aan de universiteit van Bazel. Hij sneuvelde in de Slag bij Boksum op 25-jarige leeftijd.[2][11]